# 在臺緬甸人
在臺緬甸人，是指居留台灣的緬甸人，屬於臺灣新住民，另外亦包括戰後移民的在台緬甸華人。

## 歷史
早年移居台灣的原因可以分成兩種，一為政治因素，即1950年代以來，滯留在泰緬邊境的國民黨雲南泰緬孤軍，國民政府將其安置在今桃園龍岡、南投清境一帶；二為經濟與教育因素，1962年緬甸軍政府執政，尼溫將軍在任時期，對在緬甸的華僑展開一系列的經濟、教育限制政策，因經濟、教育生活受到限制，原本在緬甸落腳兩、三代的華人，開始移居到台灣，或以僑生身份來台就讀，並藉以取得身分證，成為台灣人。其中經濟、教育因素來台的緬甸華人，多居住在新北市華新街，俗稱「緬甸街」，形成一處台灣的緬甸飛地。

## 資料來源
1. ↑  . 統計資料. 內政部入出國及移民署. 2021年9月  [2019-07-13]. （原始内容存档于2021-09-08）.
2. ↑  Mingalar Par緬甸街. . Mingalar Par緬甸街.   [2020-04-27]. （原始内容存档于2020-10-21）.